# Kon-Tiki-Museum

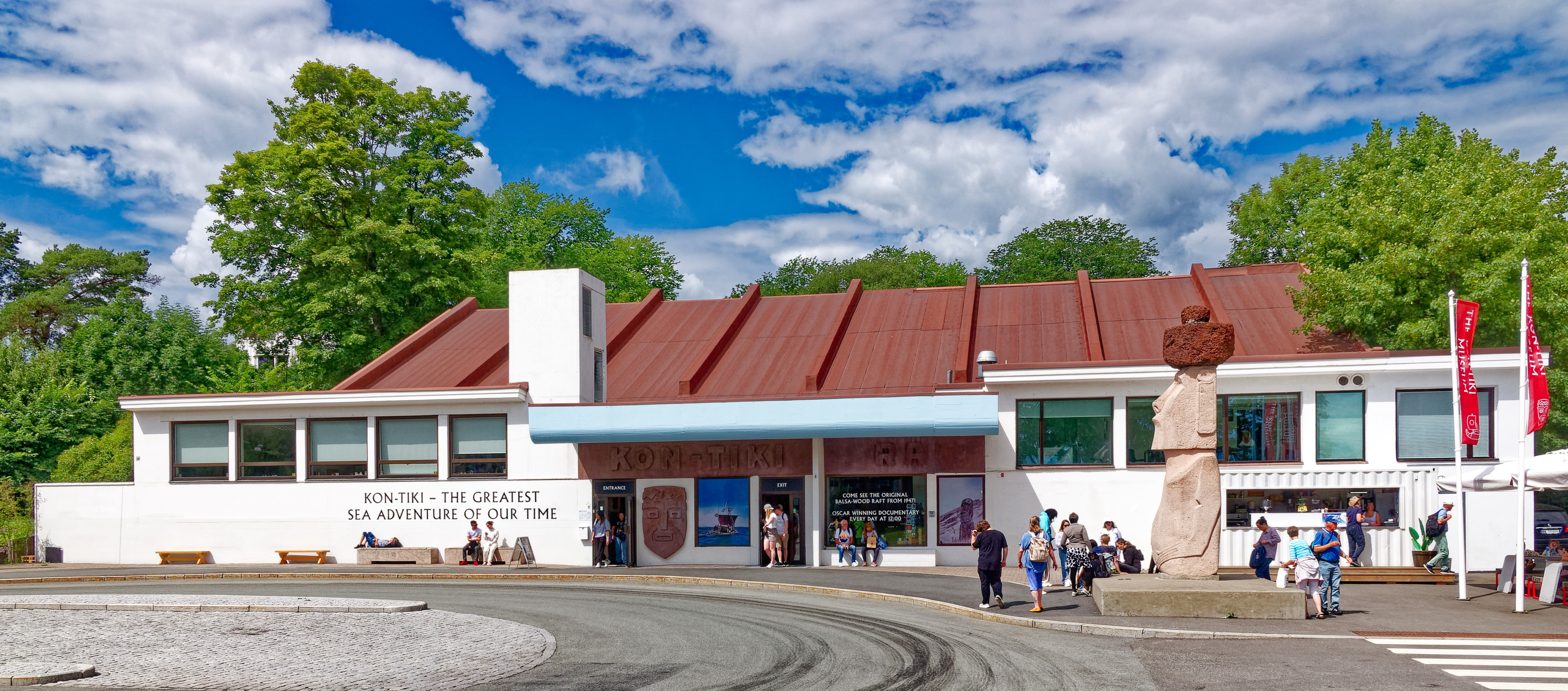
Kon-Tiki-Museum

Das Kon-Tiki-Museum (norwegisch Kon-Tiki Museet) ist ein Museum im norwegischen Oslo. Es befindet sich auf der Halbinsel Bygdøy und stellt Objekte von Thor Heyerdahls Expeditionen und Forschungen aus.

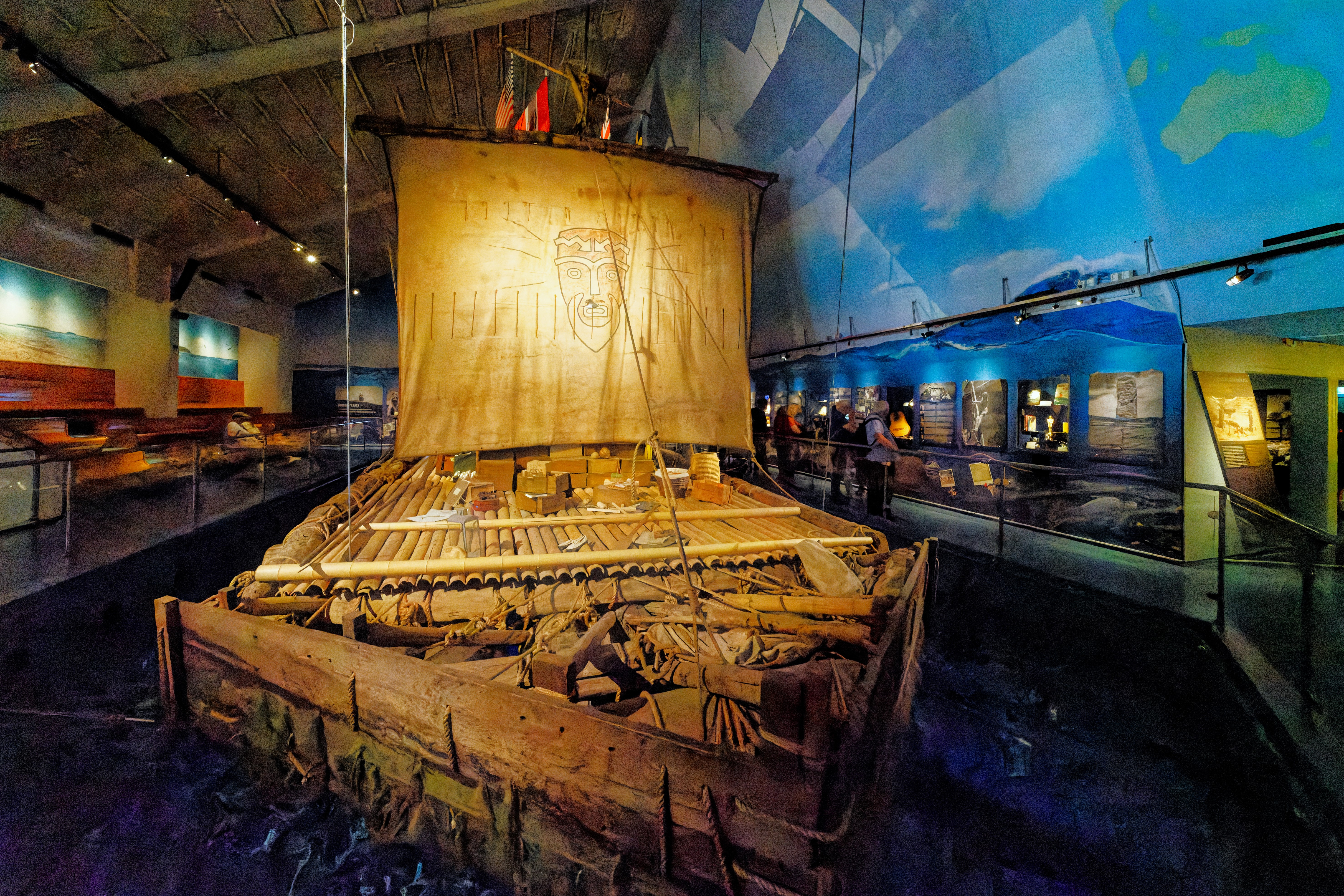
Das originale Floß Kon-Tiki.

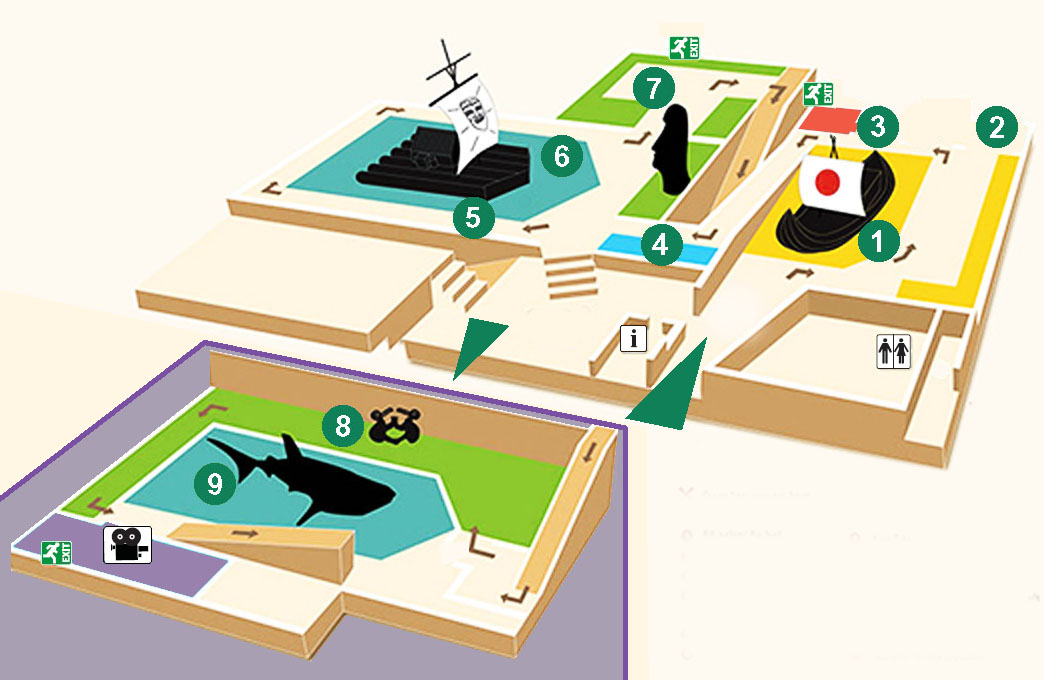
Lageplan des Kon-Tiki-Museums:
1 Ra
2 Tigris
3 Zeitweilige Ausstellungen
4 Fatu Hiva
5 Polynesien
6 Das Floß
7 Osterinsel
Untergeschoss:
8 Höhlen-Modelle
9 Unterwasserszene

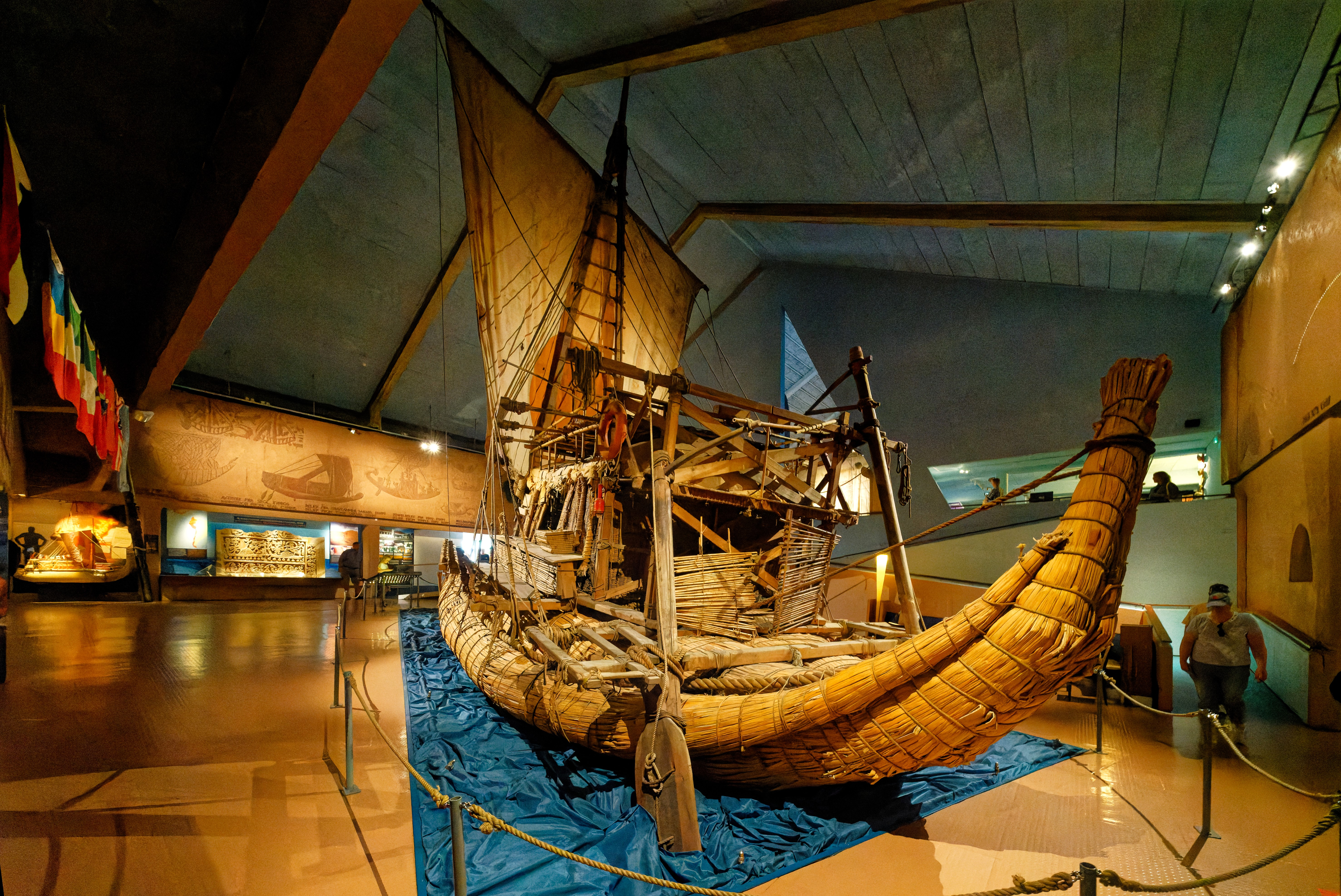
Die restaurierte Ra II.

Gezeigt werden das originale Floß Kon-Tiki, Karten und Geräte der Expedition, die restaurierte Ra II, Exponate zur Meeresforschung, Modelle der drei Typen von Höhlen der Osterinsel. Weiters beherbergt es eine Bücherei mit mehr als 8.000 Büchern. Seit 1949 in einem provisorischen Gebäude untergebracht, wurde 1950 mit dem Bau eines von den Architekten F. S. Platou und Otto Torgersen entworfenen Museumskomplexes begonnen, der 1957 eröffnet wurde. 1978 öffnete ein Erweiterungsbau.
In Zusammenarbeit mit der norwegischen Nationalbibliothek verwaltet das Museum die rund 4.500 Publikationen umfassende Bibliothek Bjarne Kroepeliens sowie das Archiv Heyerdahls. Letzteres umfasst neben Tagebüchern originale Manuskripte, private Briefe, Expeditionspläne, Artikel und Zeitungsausschnitte sowie einzigartiges Foto- und Filmmaterial. Das Archiv wurde im Jahr 2011 zum Weltdokumentenerbe erklärt.
2012 präsentierte das Museum eine Sonderausstellung zur Produktion des neuen Kon-Tiki-Spielfilms.
In der Nähe des Kon-Tiki-Museums liegen das Frammuseum, das Norsk Folkemuseum, das Wikingerschiffsmuseum (Vikingskipshuset) und das Norwegische Seefahrtsmuseum (Norsk Maritimt Museum).